# Cerionidae
Cerionidae zijn een familie van weekdieren uit de klasse van de Gastropoda (slakken).

## Geslachten
- Brasilennea Maury, 1935 †
- Cerion Röding, 1798
- Mexistrophia F. G. Thompson, 2011
- Protocerion Harasewych, Windsor, Lopez-Vera & F.G. Thompson, 2015 †